# О слободи
О слободи (енгл. On Liberty) је филозофски есеј енглеског политичара и филозофа Џона Стјуарта Мила. Објављен 1859. године, примењује Милов етички систем утилитаризма на друштво и државу. Мил предлаже стандарде за однос између ауторитета и слободе и истиче важност индивидуалности, коју сматра предусловом виших задовољстава – сумум бонум утилитаризма. Штавише, Мил тврди да демократски идеали могу довести до тираније већине. Међу предложеним стандардима су Миллове три основне слободе појединца, његова три легитимна приговора на интервенцију владе и његове две максиме у вези са односом појединца према друштву.
Есеј је веома утицајно и добро прихваћено дело. Неки класични либерали и либертаријанци су га критиковали због његовог очигледног дисконтинуитета са утилитаризмом и нејасноће у дефинисању оквира у којем појединци могу да оспоре владине повреде њихове личне слободе деловања. Идеје представљене у есеју остале су основа многих политичких мисли. Остао је у штампи од првог објављивања. Примерак есеја се прослеђује председнику британских либералних демократа као симбол функције.
Милов брак са његовом супругом Харијет Тејлор Мил у великој мери је утицао на концепте есеја, који је објављен убрзо након њене смрти.
Почетком 1868. године, кнежевић Петар Карађорђевић је у Бечу штампао свој превод есеја, са својим предговором, који ће касније постати његов политички програм.